# Euxoa clausa
Euxoa clausa là một loài bướm đêm thuộc họ Noctuidae. It is known mainly từ tây bắc Great Plains ở miền nam Saskatchewan và Alberta, phía nam đến tây nam Montana và Nebraska.
Sải cánh dài khoảng 33 mm. Con trưởng thành bay vào tháng 7 đến tháng 8. Có một lứa một năm.